# Казеновија (Висконсин)
Казеновија (енгл. Cazenovia) град је у америчкој савезној држави Висконсин.

## Демографија
По попису из 2010. године број становника је 318, што је 8 (-2,5%) становника мање него 2000. године.
| Група             | 2000.       | 2010.       |
| Белци             | 323 (99,1%) | 307 (96,5%) |
| Афроамериканци    | 0 (0,0%)    | 0 (0,0%)    |
| Азијати           | 2 (0,6%)    | 2 (0,6%)    |
| Хиспаноамериканци | 1 (0,3%)    | 5 (1,6%)    |
| Укупно            | 326         | 318         |